# Skorpa

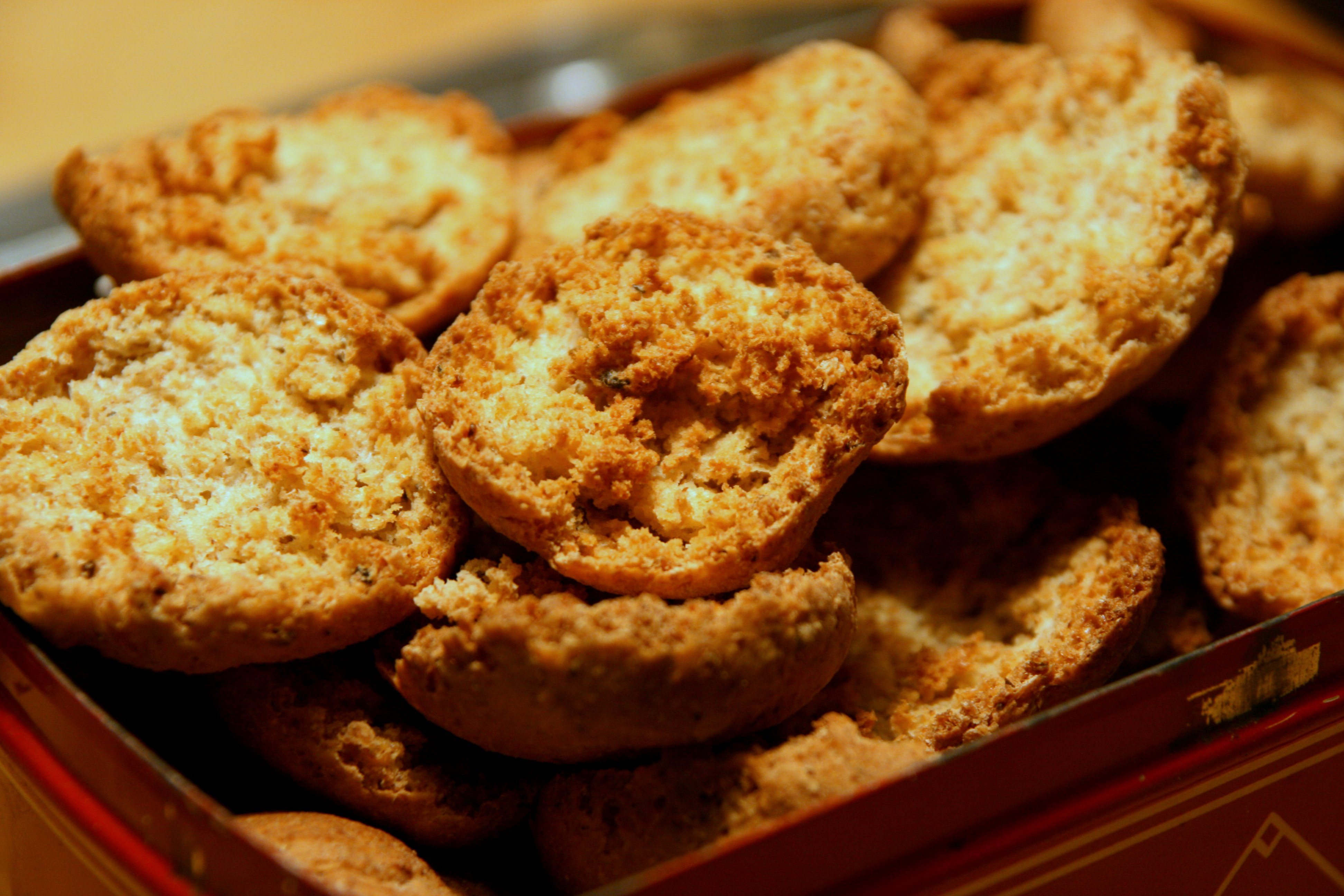
Skorpor.

Skorpa är bröd som efter gräddning torkats i ugn. Skorpor kan tillverkas av vete-, råg- eller grahamsmjöl. Antingen med jäst eller bakpulver. Skorpor är vanligtvis runda, ovala eller avlånga i formen.
I Sverige äts skorpor ofta som mellanmål till te, kaffe, saft, saftsoppa eller nyponsoppa. De kan även serveras till frukost med smör och pålägg eller smulas ner i filmjölk eller yoghurt.
Det finns belägg för att man bakade skorpor i Sverige på 1500-talet. Förr var det framför allt vanligt att doppa skorpor i kaffet. Man åt även skorpor till supen och på 1700-talet tillagades brännvinssoppa av brännvin, veteskorpor, socker och vatten. Skorpor spelade en viktig roll för svenska krigsförband på 1700-talet. Grova skorpor, ofta kallade skeppsskorpor, användes förr som proviant till sjöss, eftersom de har en mycket lång hållbarhet. Skorpor kunde även användas vid framställning av skorpmjöl, senare även kallat ströbröd.
Skorpor säljs ofta som ett hälsosamt alternativ till andra kakor och kex. Svenska skorpor exporteras till Frankrike, där man äter skorpor med marmelad.
I Norge kallas skorpor för kavring, medan kavring i Sverige syftar på ett mörkt och kompakt rågbröd.
Surskorpor är en typiskt finländsk brödtyp som består av tunna rågkakor som är kluvna, skurna i rektangulära bitar och torkade till skorpor. Finland exporterar surskorpor till över 40 länder.